# Клаус (ураган)
Ураган «Клаус» (англ. Hurricane Klaus) — мінімальний атлантичний ураган, який обрушився на «Малі Антильські острови» у жовтні 1990 року. Одинадцятий тропічний циклон і шостий ураган сезону атлантичних ураганів 1990 року.
Сильні дощі на Сент-Люсії знищили близько 15 % щорічного врожаю бананів. Найбільшої шкоди було завдано на Мартиніці, де загинуло семеро людей, а 1500 людей залишилися без даху над головою, оскільки сильний дощ спричинив сильні повені на острові, що призвело до зсувів. Залишок вологи Клауса потрапили на південний схід Сполучених штатів, випав сильний дощ та загинули 4 людей; через кілька днів на цю ж територію випало більше опадів через тропічний шторм Марко. Через шкоду, завдану штормом, ім'я Клаус було вилучено зі списку назв тропічних циклонів.

## Метеорологічна історія

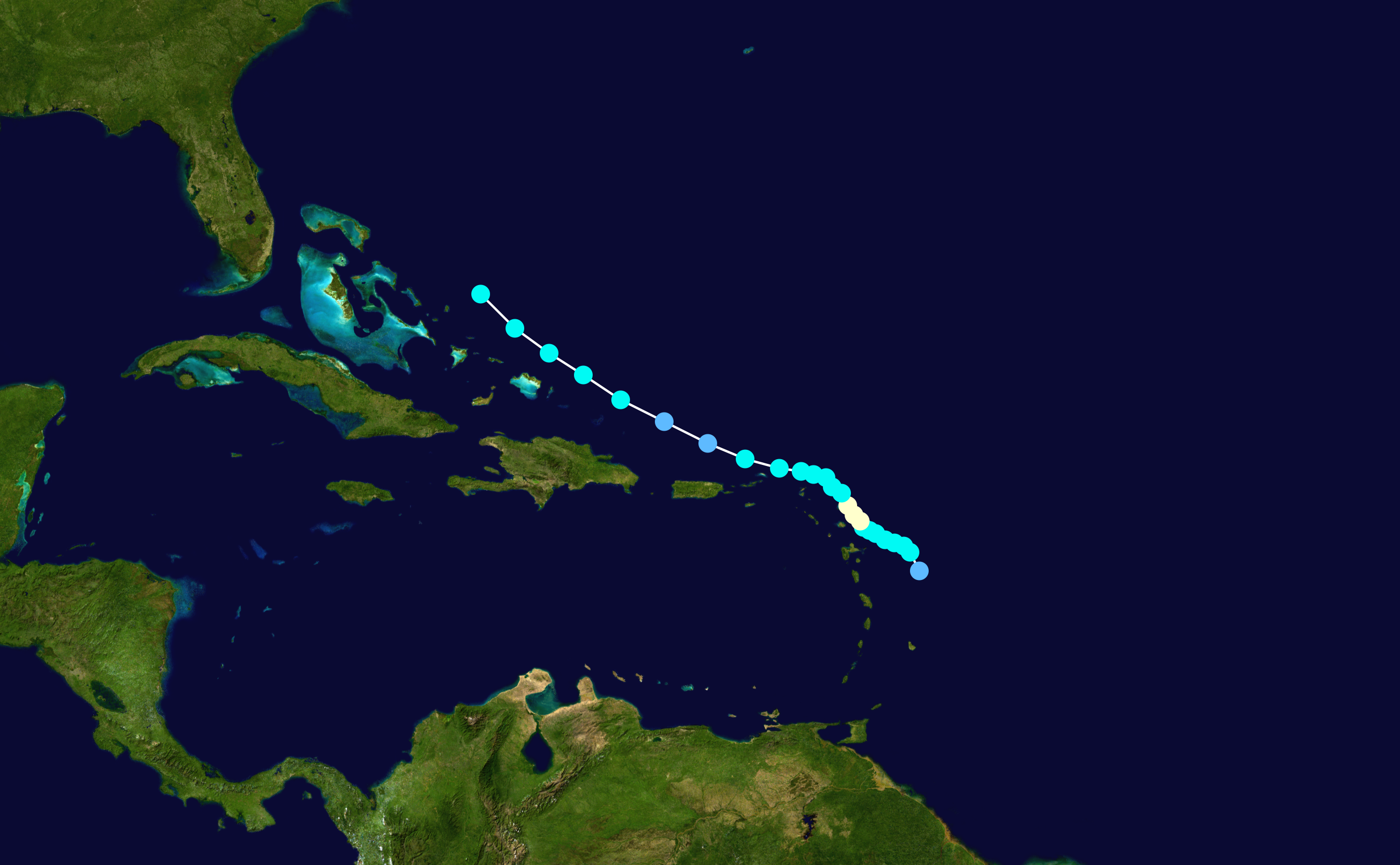
Траєкторія руху Урагану Клаус

Тропічні хвиля переміщається від узбережжя Африки на вересень 27. відслідковуються на захід, на південь від субтропічного хребта, ставши конвективно активним, і циркуляція низького рівня спостерігалося, як він пройшов до південь від острова Зеленого мису на вересень 28. Організація конвекції коливалася протягом наступних днів, і кілька разів система виявляла ознаки переростання в тропічну депресію. Коли вона наблизилася до Малих Антильських островів, вона організувалася далі, і, незважаючи на несприятливий зсув вітру верхнього рівня, 3 жовтня система переросла в Тропічну депресію Тринадцять, знаходячись приблизно в 115 милях (185 км/год) на схід від Домініки. Розташована в зоні слабких рульових течій, депресія дрейфувала на північний захід, і приблизно через шість годин після першого розвитку циклон посилився в тропічний шторм; Національний центр ураганів позначивши його з ім'ям Клауса.
Ставши тропічним штормом, Клаус перебував у зоні зсуву вітру зі швидкістю 29 миль на годину (47 км/год), хоча водночас він перебував над температурою теплої води 83,1 °F (28,4 °C). Відстежуючи атмосферу високої бароклінії, шторм став краще організований, і о 12:00 UTC 5 жовтня Клаус досяг статусу урагану приблизно в 30 милях (50 км) на схід від Антигуа; незабаром після цього він пройшов за 12 миль (19 км) на схід від Барбуди, найближчої точки підходу до Малих Антильських островів. Клаус досяг піку вітру 80 миль на годину (130 км/год) і мінімального центрального тиску 985,0 мбар (29,09 дюйма рт.ст.), хоча більшість його глибокої конвекції та сильних вітрів залишалися на північному сході через зсув вітру. У той час прогнозувалося, що ураган продовжить стеження на північно-північний захід. Однак, ослабнувши до тропічного шторму 6 жовтня, Клаус повернув на захід.
Клаус продовжив стеження на північ від Малих Антильських островів, і, продовжуючи погіршуватися від зсуву вітру, 8 жовтня циклон ослаб до тропічної депресії на північ від Пуерто-Рико. Пізніше того ж дня конвекція знову розвинулася над центром, і Клаус знову отримав статус тропічного шторму, коли він прискорювався на північний схід Багамських островів ; він ненадовго досягав швидкості вітру 50 миль/год (85 км/год). Область низького тиску на захід над Кубою неухильно посилювалася і збільшувалася до поверхні, а 9 жовтня вона переросла в тропічну депресію; циклон став домінуючою системою, зрештою ставши Марко, і Клаус розсіявся під впливом системи пізно 9 жовтня. Залишок вологи продовжувався на північний захід, досягнувши узбережжя Південної Кароліни до 11 жовтня.

## Підготовка
Невдовзі після того, як Клаус отримав статус тропічного шторму на початку 4 жовтня, для північних Підвітряних островів від Сент-Мартіна до Антигуа було опубліковано попередження про тропічний шторм, яке було підвищено до попередження про ураган, оскільки стало очевидним його швидке посилення; Крім того, уряд Франції оголосив попередження про тропічний шторм для Гваделупи . Для Віргінських островів було видано годинник про ураган, але його було скасовано, оскільки Клаус почав слабшати. У Гваделупі чиновники порадили громадянам переводити худобу в безпечніші райони, а також уникати потенційно затоплених районів. До його приходу школи були закриті Мартиніка, Сінт-Мартен і Антигуа. Міжнародний аеропорт VC Bird був закритий під час проходження урагану.
Пізніше уряд Багамських островів опублікував попередження про тропічний шторм для центральних і пізніше північних Багамських островів, хоча його було припинено, оскільки циклон розсівся. Через ураган «Клаус» запуск шатла «Колумбія» був відкладений.

## Наслідки
Через ураган «Клаус» на Малих Антильських островах випали помірні або сильні дощі, потенційно досягаючи 15 дюймів (380 мм); ураган торкнувся багатьох районів, які вразив Ураган Г'юго в попередньому році. На Барбадосі повінь через дощ заблокував кілька доріг і змусив кілька сімей переїхати до безпечніших районів; блискавка з околиць шторму залишила частину острова без електроенергії. Сильні вітри та опади вплинули на острів Сент-Люсія, що знищило близько 15 % врожаю бананів у країні за рік; збитки становили близько 1 мільйона доларів США (1990  доларів США ).
Опади призвели до сильної повені на Мартиніці, яка в деяких місцях досягла майже 10 футів (3 м); дві сестри потонули поблизу Сен-Жозефа після того, як змило міст. Повідомлялося про декілька зсувів на острові. Проходження циклону залишило пошкодження і електро та телефонної систем. 750 людей евакуювали свої будинки в Ле-Ламентен через повінь, а загалом 1500 жителів залишилися без даху над головою на острові. У офшорних умовах важкі умови пошкодили рибальське судно, внаслідок чого два його пасажири дрейфували на човні протягом 25 днів, перш ніж їх врятували приблизно за 640 миль (1035 км) на північний північний захід від Мартиніки. Загалом на острові було вбито семеро людей.
На Домініці вітер від урагану пошкодив лінії електропередач і повалив дерева в північній частині острова.  Сильний вітер на  Антигуа  пошкодив кілька дахів, а також зв'язок двох радіомереж. Зовнішні дощі шторму випали на Віргінських островах Сполучених Штатів, досягаючи приблизно 1,25 дюйма (32 мм) на Сент-Томас ; Пориви вітру досягли піку 33 миль/год (53 км/год) на Сент-Круа . Помірні дощі продовжилися на островах Теркс і Кайкос, при цьому Гранд-Терк повідомив про 4 дюйми (100 мм) за 36 годин. 
На східному узбережжі Флориди Клаус створив хвилі 15 футів (4,5 м) і припливи на 3 фути (1 м) вище норми. Повідомлялося про ерозію пляжів уздовж східного узбережжя через стійкі східні вітри. Так як залишки вологи Клаус увійшов в південно — східному Сполучені Штати, він справив рясні опади від 10 до 15 дюймів (250—380 мм) опадів в Південній Кароліні, трохи нижче підсумків в Північній Кароліні . У Південній Кароліні внаслідок дощу прорвалася дамба, в результаті чого загинули чотири людини.  Приблизно через два дні після того, як залишки Клауса увійшли на південний схід США, тропічний шторм Марко обрушився на північно-західнуФлорида, випадає більше сильних дощів і завдає великої шкоди всьому регіону.